# 田中逸齋

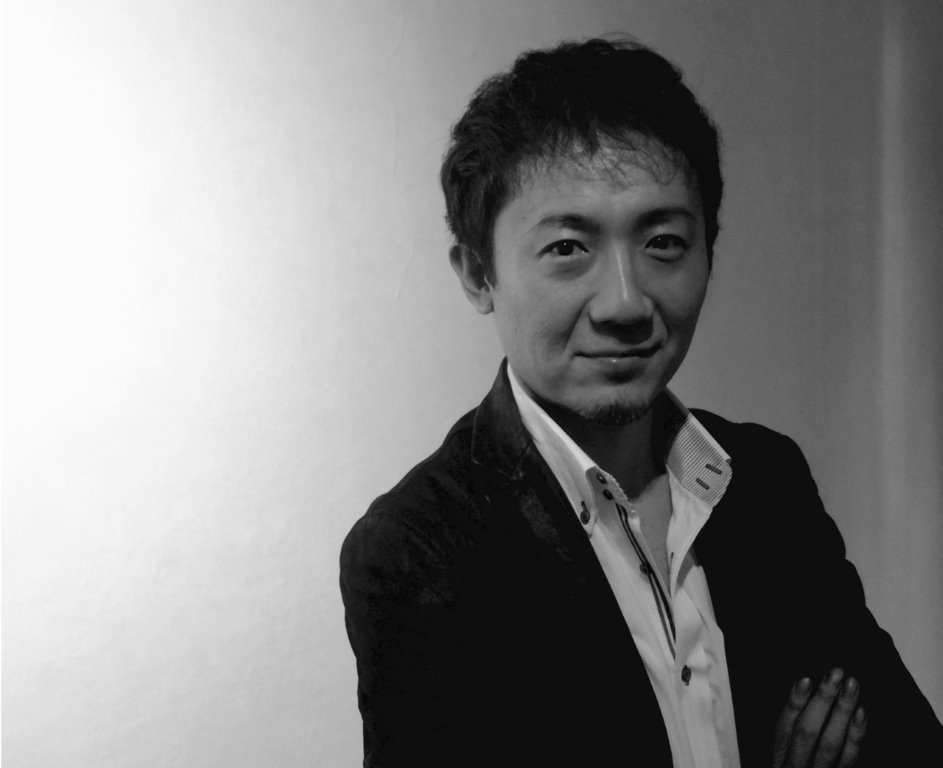
田中逸齋 issai tanaka

田中 逸齋（たなか いっさい、1977年4月12日 - ）は、日本の書家。鹿児島県出身。

## 概要
大東文化大学文学部中国文学科卒業。高木聖雨に師事。読売書法展、謙慎書道会展、主要展覧会で受賞多数。国内での活動に加え、ニューヨーク、ベルギー、ロサンゼルスのアートフェアへの出品など、海外でも活動。古典を始めとする書への深い理解と卓越した技能をベースに類まれなる感性と、斬新な発想や表現をもって、アートとしての書を追及し、国内外から高い評価を受けている。中でも2004年から田中逸齋がライフワークとして取組んでいる「水」を題材とした「water」シリーズは、毛先が10本に満たない筆を用い、繊細な線の流れから醸し出される空気の揺らぎ、墨の濃淡と凝縮によって作り出される黒と白の空間美を演出。新しい表現として高い評価を得ている。書家としての活動以外に、2003年に東京・目黒にアトリエ兼書道スクールstudio issai（スタジオ・イッサイ）を創設し、現在100名を超える生徒を指導。

## 略歴
6歳から書道を学ぶ。双子の兄弟がライバルとなり、幼少の頃から書を競い合う。鹿児島県立鹿児島中央高等学校在学中、書道の担任から「お前なら書道で食べていける」と言われたことがきっかけで書家になることを意識しはじめ、大東文化大学文学部中国文学科へ進学、 高木聖雨に師事する。在学中1999年-2001年の3年連続で読売書法展「秀逸」受賞、2002年「特選」、2003年「奨励賞」を受賞。2002年に謙慎書道会展「謙慎賞」受賞。また、2002年-2003年に全日本高校大学書道展最高賞「大賞」受賞（史上初の2年連続受賞）と多くの賞を受賞。大学卒業後に書道団体やアートギャラリーにも所属したが、自身が考える自己表現を更に追求するため、2006年に独立し、東京・目黒にアトリエ兼書道教室studio issai （スタジオ・イッサイ）を開設する。書道の指導とアーティストの活動を併行して行い、2007年から個展とstudio issaiの生徒展を継続的に開催している。2012年成田国際空港NAAギャラリーでの個展をきっかけに国外にも活動の幅を広げ、2012年国際アートフェアLINE ART（ベルギー）、2013年NY ART EXPO（ニューヨーク）出品、2016年に国際アートフェアLA Art Show出品および日本人初の書パフォーマンス実演（ロサンゼルス）をする。2017年に故郷鹿児島県にて個展開催、デルタ航空（Delta Airlines,Inc.）が保有するラウンジ「デルタスカイクラブ」のコレクション入りし、現在も成田空港第一ターミナルデルタスカイクラブ成田にて作品「旅立ち]」が展示されている。他にもギャラリー所属時に制作した作品「flight in the night」もエクセル東急羽田ラウンジ内に展示されている。やわらかな線質の漢字作品に定評を持つ実力派として企業への作品提供、メディアやパブリシティに出演するなど幅広く活動している。

## 主な作品と提供先

### 作品

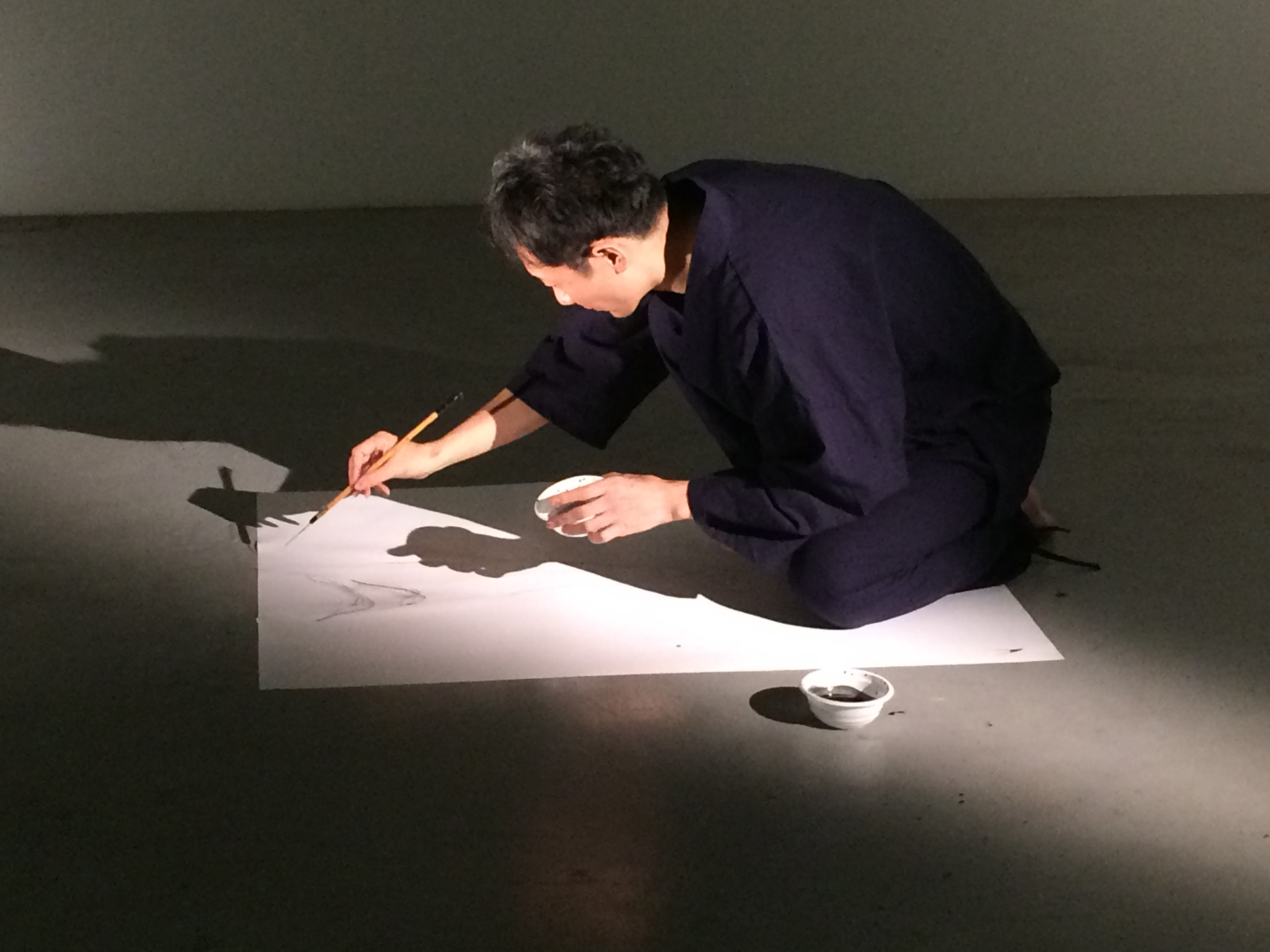
flat water制作風景

伝統的な書道から書の技法や表現を生かし進化させ空間に映える書の創作まで幅広いジャンルの書作品を制作。描かれる作品には大胆な表現の中にも美しさが潜んでいる。後に「水」の持つパワーや癒し、自然と不自然の間にある感情に関心を強く持ち始め、2004年頃から「水」を題材にした作品「water」をライフワークとして取り組んでいる。初作の「water ４屏」は「水」の古代文字に喜怒哀楽の感情を吹き込んだ創作に、アクリルとLEDを用いたモダンな掛け軸に仕上げた。2011年の東日本大震災を目の当たりにし将来への憂虞に包まれていた時、硯からステンレスを伝って流れる水の様子を見て、自然の畏怖となる「水」が時には人を癒す優しさとエネルギーを持つ力があると感じ、後にその表現を「flat water」へと進化させる。「flat water」の作風は、グラスに入れた水に墨を数滴落とした時の背景をイメージし、筆のみで線を一本一本書いていく。繊細な線の流れから醸し出される空気のゆらぎ、墨の濃淡と凝縮によって作り出される黒と白の空間美と、個々の文字の中に潜むエネルギーを現代の空気の中に再生している。2018年からは、デジタルやAIでは及ばぬ人間のみが創造できるeffect (加工)を施した作品「effect water」の制作に取り組んでいる。

### 主な作品の提供先
- 日本国政府
  - 農林水産省「ご馳走 -GOCHISO-」プロジェクト　題字揮毫
- 企業
  - NHK 秋季特別番組「ラストニンジャ」題字揮毫
  - デルタ航空　スカイクラブ成田「旅立ち」作品出展
  - SANKYO TVCM タイトル字　提供
- 個人蔵
  - 「flat water 2015」　
  - 「続 風神雷神図」
  - 「阿吽」

### 海外での活動
2016年のロサンゼルスのアートフェア LA Art Showにて、日本人アーティストとして初となるライブパフォーマンスを行った。ショーとして作り込まれたものではなく、書家がアトリエで作品を生み出す静謐な空間と時間そのものを鑑賞者と共有するというコンセプトに基づいたパフォーマンスは、喝采を浴び、現地でも大きく報道された。特にロサンゼルスでのパフォーマンスにおいては、あえて「糞」という一文字を揮毫し、文字に張り付いている固定観念を超えて、文字の造形としての美しさを訴えた。文字を文字表現としてしか捉えない既存の書道の概念を超えるという田中逸齋の挑戦の一つである。